# Ingrid García-Jonsson
Ingrid García-Jonsson (Skellefteå, 6 settembre 1991) è un'attrice spagnola con cittadinanza svedese.

## Biografia
Nata in Svezia da madre svedese e padre spagnolo, è cresciuta a Siviglia. Parla inglese, spagnolo e svedese. García-Jonsson ha studiato architettura e ha lavorato come cameriera in un bar. Ha ottenuto il suo primo ruolo rilevante nel 2014 all'interno del film Hermosa juventud, presentato in anteprima al Festival di Cannes. Nella sua carriera ha ricevuto varie candidatura ai Premio Feroz, Premio Forqué, Gaudí Awards e Premio Goya.
Nel film Innocenti bugie (2010), García-Jonsson è stata la controfigura di Cameron Diaz.
Ha interpretato Amalia insieme a Carlos Areces e Oscar Martínez in Yo, mi mujer y mi mujer muerta (2019), diretto da Santiago Amodeo. Ha interpretato Nathalie in Yodel e flamenco insieme a Maggie Civantos, Jon Plazaola e Secun de la Rosa. 
Nel 2020 è protagonista del film Ballo Ballo, musical basato sulle canzoni di Raffaella Carrà.

## Filmografia parziale

### Cinema
- Hermosa juventud, regia di Jaime Rosales (2014)
- Ana de día (2018) , regia Andrea Jaurrieta
- Yodel e flamenco (La pequeña suiza), regia di Kepa Sojo (2019)
- El arte de volver, regia di Pedro Collantes (2020)
- Ballo ballo (Explota Explota), regia di Nacho Álvarez (2020)
- Veneciafrenia - Follia e morte a Venezia (Veneciafrenia), regia di Álex de la Iglesia (2022)
- Camera Café: la película, regia di Ernesto Sevilla (2022)
- The Last Kingdom - Sette re devono morire (The Last Kingdom: Seven Kings Must Die), regia di Edward Bazalgette (2023)